# 데스크노트
데스크노트(desknote)는 노트북이지만 데스크톱 컴퓨터의 성능에 준하는 고성능 노트북이다.
최소 15인치 이상의 LCD액정을 가지고 있어야 하며, 데스크탑에 준하는 고성능의 프로세서와 그래픽을 갖추어야 한다. 고성능을 목표로 제작되었기에 무게의 제한은 없다. 하지만 사용자들에게 무거운 무게는 고질적인 문제로 지적되었으며 노트북의 휴대성이라는 장점을 버렸다는 비판을 받았다. 또한 워낙 성능을 중시하다 보니 배터리의 수명이 단축되었고, 결과적으로는 사용시간이 일반 노트북에 비해 상당히 단축되었다. 이 또한 소비자들의 외면을 받는 이유 중 하나가 되었다.
현재는 데스크노트라는 제품명을 가진 노트북은 생산되지 않고 있다. 현재는 데스크노트->고성능 랩탑 또는 고성능 노트북, 게이밍 노트북이라고 불린다. 이 세 가지 명칭을 가진 노트북 또한 배터리의 수명은 짧아서 높은 성능을 요구하는 작업을 할 때에는 항시 충전 어댑터를 꽂고 사용한다. 데스크노트(desknote)->고성능 노트북이라고 부르는 것이 요즈음 실황에 맞는 표현이다.
현재 대한민국에서 시판되는 고성능 노트북으로는 삼성 시리즈5 부스트, 삼성 시리즈7 게이머, MSI, 델 에일리언웨어 등의 노트북이 있다.
조건을 정리하면 이렇다.
- 화면크기가 17.0인치를 초과(17.3인치같이)
- 무게가 2.4kg 이상
- 스피커 총 출력이 4W 이상
- 외장 그래픽을 포함(dGPU).

## 같이 보기
- 오버클럭
- 스케일러블 링크 인터페이스